# شارع الغناء
شارع الغناء هو فيلم موسيقي وكوميدي-درامي انتج عام 2016 من تأليف وإنتاج وإخراج جون كارني. مثل البطولة فيه لوسي بوينتون وماريا دويل كينيدي و جاك رينور و ثورنتون وفيرديا والش بيلو. تدور القصة حول فتى قام بانشاء فرقة موسيقية  لإغواء فتاة.

## الممثلون
- فيرديا مالش بييلو بدور كونور كوسمو لاولر بطل الرواية
- لوسي بويتونبدور رافينا
- جاك راينور بدور بريندون لاولر
- أيدان كلن بدور روبرت لاولر
- ماريا دويل كندي بدور بيني لاولر
- بين كارولان بدور ديرن
- مارك ماكينا بدور إيمون
- بيرسي تشامبوروكا
- كونور هاميلتون بدو لاري
- كارل رايس بدور غاري
- إيان كيني بدور باري
- دون ويشيرلي بدور الأخ باكستر
- ليديا ماكغينيس بدو مس دون

## الجوائز والترشيحات
| قائمة الترشيحات والجوائز                   | قائمة الترشيحات والجوائز | قائمة الترشيحات والجوائز                       | قائمة الترشيحات والجوائز                  | قائمة الترشيحات والجوائز | قائمة الترشيحات والجوائز |
| الجائزة                                    | تاريخ الاحتفال           | الفئة                                          | المستفيد(ون)                              | النتيجة                  | المراجع                  |
| ------------------------------------------ | ------------------------ | ---------------------------------------------- | ----------------------------------------- | ------------------------ | ------------------------ |
| Austin Film Critics Association            | 28 ديسمبر 2016           | أفضل فلم                                       | شارع الغناء                               | المركز العاشر            | [ 7 ]                    |
| جائزة اختيار النقاد للأفلام                | 11 ديسمبر 2016           | أفضل أغنية                                     | "Drive It Like You Stole It" – غاري كلارك | رُشِّح                      | [ 8 ]                    |
| جائزة جولدن جلوب                           | 8 يناير 2017             | جائزة غولدن غلوب لأفضل فيلم - موسيقي أو كوميدي | شارع الغناء                               | في الانتظار              | [ 9 ]                    |
| جمعية هيوستن لنقاد السينما                 | 6 يناير 2017             | أفضل أعنية أصلية                               | "Drive It Like You Stole It" – غاري كلارك | رُشِّح                      | [ 10 ] [ 11 ]            |
| Irish Film & Television Awards             | 9 أبريل 2016             | أفضل فلم                                       | شارع الغناء                               | رُشِّح                      | [ 12 ]                   |
| Irish Film & Television Awards             | 9 أبريل 2016             | أفضل مخرج                                      | جون كارني                                 | رُشِّح                      | [ 12 ]                   |
| Irish Film & Television Awards             | 9 أبريل 2016             | أفضل سيناريو                                   | جون كارني                                 | رُشِّح                      | [ 12 ]                   |
| Irish Film & Television Awards             | 9 أبريل 2016             | أفضل ممثل ثانوي                                | جاك رينور                                 | فوز                      | [ 12 ]                   |
| Irish Film & Television Awards             | 9 أبريل 2016             | أفضل موسيقى أصلية                              | غاري كلارك وجون كارني                     | رُشِّح                      | [ 12 ]                   |
| Irish Film & Television Awards             | 9 أبريل 2016             | أفضل تقنية صوتية                               | روبرت فلانيغن                             | رُشِّح                      | [ 12 ]                   |
| Irish Film & Television Awards             | 9 أبريل 2016             | أفضل تصميم أزياء                               | تيزيانا كورفيسييري                        | رُشِّح                      | [ 12 ]                   |
| Irish Film & Television Awards             | 9 أبريل 2016             | أفضل تجميل وتسريح شعر                          | شارع الغناء                               | رُشِّح                      | [ 12 ]                   |
| London Film Critics' Circle                | 22 يناير 2017            | أفضل فيلم بريطاني أو أيرلندي للعام             | شارع الغناء                               | في الانتظار              | [ 13 ]                   |
| London Film Critics' Circle                | 22 يناير 2017            | أفضل ممثل بريطالن أو أيرلندي للعام             | فيرديا والش بيلو                          | في الانتظار              | [ 13 ]                   |
| London Film Critics' Circle                | 22 يناير 2017            | تحقيق تقني                                     | جون كارني وغاري كلارك                     | في الانتظار              | [ 13 ]                   |
| المجلس الوطني للمراجعة                     | 4 يناير 2017             | أفضل عشر أفلام مستقلة                          | شارع الغناء                               | Top 10                   | [ 14 ]                   |
| San Diego Film Critics Society             | 12 ديسمبر 2016           | أفضل موسيقى أصلية                              | شارع الغناء                               | فوز                      | [ 15 ] [ 16 ]            |
| St. Louis Gateway Film Critics Association | 18 ديسمبر 2016           | أفضل تسجيل صوتي                                | شارع الغناء                               | فوز                      | [ 17 ]                   |
| St. Louis Gateway Film Critics Association | 18 ديسمبر 2016           | أفضل أغنية                                     | "Drive It Like You Stole It"– غاري كلارك  | رُشِّح                      | [ 17 ]                   |
| Phoenix Film Critics Society               | 20 ديسمبر 2016           | أفضل فيلم                                      | شارع الغناء                               | رُشِّح                      | [ 18 ]                   |
| Phoenix Film Critics Society               | 20 ديسمبر 2016           | أفضل فيلم لم يلقى اعتبارا في العام             | شارع الغناء                               | فوز                      | [ 18 ]                   |
| Phoenix Film Critics Society               | 20 ديسمبر 2016           | أفضل أغنية                                     | "Drive It Like You Stole It"– غاري كلارك  | رُشِّح                      | [ 18 ]                   |
| Atlanta Film Critics Society               | 4 ديسمبر 2016            | أفضل أغنية                                     | "Drive It Like You Stole It" – غاري كلارك | فوز                      | [ 19 ]                   |
| Hawaii Film Critics Society                | 13 يناير 2017            | أفضل أغنية                                     | "Drive It Like You Stole It" – غاري كلارك | في الانتظار              | [ 20 ]                   |

## وصلات خارجية
- شارع الغناء على موقع IMDb (الإنجليزية)
- شارع الغناء على موقع ميتاكريتيك (الإنجليزية)
- شارع الغناء على موقع روتن توميتوز (الإنجليزية)
- شارع الغناء على موقع نتفليكس (الإنجليزية)
- شارع الغناء على موقع قاعدة بيانات الأفلام العربية
- شارع الغناء على موقع ألو سيني (الفرنسية)
- شارع الغناء على موقع Turner Classic Movies (الإنجليزية)
- شارع الغناء على موقع أول موفي (الإنجليزية)
- شارع الغناء على موقع بوكس أوفيس موجو (الإنجليزية)
- شارع الغناء على موقع فيلمافينيتي (الإسبانية)